# 通通甩掉
〈通通甩掉〉（英語："Shake It Off"）是美国创作歌手泰勒·斯威夫特的歌曲。这首歌由斯威夫特及其制作人马克斯·马丁和歇尔贝克創作。〈通通甩掉〉是一首以萨克斯管为特色的快节奏流行舞曲。歌词是反映了斯威夫特对批评者以及他们对她形象的负面看法的不屑。这首歌是她第五张录音室专辑《1989》中的首支主打单曲，斯威夫特将这张专辑作为她的第一張流行樂專輯销售。它于2014年8月18日由大機器唱片发行以供全球数字下载。
当代乐评人认为这首歌的流行舞曲制作十分吸引人，但有也些人认为歌词不够有力。回顾过去，乐评将〈通通甩掉〉视为《1989》时期的有力开场白，它标志着斯威夫特的音乐和形象从乡村转变为了流行。这首歌被新音乐快递和前音後果列入2010年代的十年末重点榜单。在美国，这首单曲在告示牌百强单曲榜上停留了50周（包括 4 周排名第一），并获得了美国唱片业协会的钻石认证。〈通通甩掉〉还在澳大利亚、加拿大、匈牙利、新西兰和波兰的排行榜上名列前茅。
该单曲的音乐视频由马克·罗曼尼克执导。视频中，斯威夫特所饰演的一个笨拙的人试图练习几个舞蹈动作都没有成功。该视频因为涉及到与有色人种相关的特色舞蹈动作（例如电臀舞）而收到了文化挪用指控。为了宣传这首歌，斯威夫特出席了MTV音乐录影带大奖和iHeartRadio音乐节等的电视直播活动并进行表演。〈通通甩掉〉在她三次世界巡回演唱会的演出名单，即2015年的1989世界巡迴演唱會，2018年的舉世盛名體育場巡迴演唱會和2023年的時代巡迴演唱會。这首歌获得了无数赞誉，包括2015年人民选择奖的最喜爱歌曲和2015年格莱美奖的三项格莱美提名。

## 音乐背景
泰勒·斯威夫特 (Taylor Swift)在她的第四张录音室专辑《红》（Red）发行（2012 年 10 月）之前一直以乡村音乐创作歌手著称。专辑《红》融合了各种流行和摇滚风格，超越了她之前发行的乡村音乐。 她与瑞典流行音乐制作人马克斯·马丁（Max Martin）和歇尔贝克（Shellback)强强联手，在音乐唱片目录中引入了直接流行音乐hooks和新流派，其中包括电子音乐和回声贝斯（dubstep）。  斯威夫特和她的唱片公司大机器唱片（Big Machine）将其作为乡村音乐专辑来宣传。 这张专辑多样化的音乐风格引发了媒体关于她作为乡村艺术家身份的争论，她在接受华尔街日报采访时回答说：“我想让其他人来定音乐流派的标签。” 斯威夫特开始录制第五张专辑《1989》，同时在 2013 年年中为《红》巡回演出。 受到 1980 年代合成流行音乐的启发，她将《1989》 视为她的第一张“官方流行”唱片，从此她的形象从乡村转变为流行。   马丁和歇尔贝克制作了专辑标准版 13 首曲目中的 7 首，包括《通通甩掉》。 

## 音乐与歌词
斯威夫特与马丁和谢尔贝克共同创作了《通通甩掉》。 这首歌由洛杉矶康威录音室的山姆·霍兰德和瑞典斯德哥尔摩MXM 录音室的迈克尔·伊尔伯特录制。 弗吉尼亚州的弗吉尼亚海滩MixStar演播室的塞班·根亚进行后期混音处理，来自纽约斯特林录音工作室的汤姆·科因进行了母带后期处理。 
从音乐方面来讲，《通通甩掉》是一首融合了萨克斯风的快节奏流行舞曲。  这首歌的萨克斯演奏家乔纳斯·桑德 (Jonas Thander) 根据马丁预先录制的MIDI号角样本，使用了男高音号角。  桑德花了十多个小时来编辑萨克斯管部分，并在第二天完成创作。  《通通甩掉》遵循 ii–IV–I和弦进行；它采用了诗歌-前合唱-合唱形式，以轻松的诗歌开始，为前合唱拉紧，为合唱再次放松。 这首歌的欢快生产是伴随着一个循环的鼓点节拍，一拍手为基础的过渡间奏，并搭配了合成萨克斯管。  
这首歌的歌词灵感来自斯威夫特在成名期间所经历的媒体的密切关注。 2014年8月斯威夫特在接受滚石杂志采访，谈到这首歌的灵感时说：“我生活的每一部分都被解剖了。当你在这样的审查下过着自己的生活时，你要么让它毁了你，要么你需要非常擅长躲避重击。当问题来临时，你要知道如何处理它。我想我处理它的方式是通通甩掉。” 斯威夫特在2014年10月与NPR讨论这首歌的信息时说，《通通甩掉》相比之前的单曲“ Mean ”（2010），展现了一种更成熟的想法，这也受到了批评者的启发。 根据斯威夫特的说法，如果“尖酸刻薄”使她成为受害者，那么“通通甩掉”则使她处于一种积极主动的立场，“收起滔滔的回诀，并对那些激怒自己的人保留一份幽默感——不要让他们激怒自己”。 
在这首歌的第一节中，斯威夫特将她的形象描述为一个性感的女人，有着许多浪漫的情感经历：“我约会的次数太多了/但我不能让他们留下来/至少人们是这么说的。”  合唱中的台词有节奏地代入，形成引人入胜的朗朗上口的旋律：“因为玩家会玩，玩，玩，玩，玩/而仇恨者会恨，恨，恨，恨，恨/宝贝，我只要摇，摇，摇，摇，摇。”  说唱式过度以斯威夫特宣言开始，“你本可以身处‘世界的肮脏骗子’中，沉浸于这种炫酷的节拍”。  歌词“这个病态炫酷的节拍”已被美国专利商标局注册为斯威夫特的商标。 

## 歌曲评论
《通通甩掉》收到了音乐评论家褒贬不一的评价。 虽然有些人认为该制作很吸引人，但其他人认为这首歌重复性高且与斯威夫特的前一张专辑《红》相比缺乏实质内容，《红》被认为是她的艺术巅峰。   《洛杉矶时报》评论家兰德尔·罗伯茨（Randall Roberts）称赞了这首歌充满活力的创作，他们称其为“完美的流行甜点”。然而，罗伯茨觉得歌词很肤浅，称这首歌对当时的政治事件不敏感：“当生命危在旦夕时，似乎没有什么比了解实际真相更重要的了，说谎者和骗子不能也不应该甩开。” 凯文·福勒（Kevin Fallon）为每日野兽（The Daily Beast ）撰稿， 将《通通甩掉》描述为“非常令人沮丧”。虽然称其为“一首伟大的流行歌曲”，但他批评它是一首通俗歌曲，未能展示斯威夫特出色的叙事歌曲创作能力。 
来自卫报的莫莉菲茨帕特里克（Molly Fitzpatrick）同样称赞这首音乐，但觉得歌词没能充分体现斯威夫特的词曲创作能力。 美国作曲家杰夫·特里奇 (Jeff Terich) 给这首歌打了五星中三星的评分，认为斯威夫特的新方向是“值得追随的左转”。虽然泰瑞克同意歌词充满不屑，但他认为评论家不应该认真对待这首歌，因为它“相当无害”。  Billboard的Jason Lipshutz在正面评价中写道：“斯威夫特证明了为什么她属于流行音乐界的天后……这首歌听起来相当受欢迎。” 在对专辑《1989》的评论中，亚历克西斯·佩特里迪斯(Alexis Petridis) 称赞歌词“扭曲陈词滥调，直到它们听起来很原创”。 用来自杂志《Spin》的 安德鲁（Andrew Unterberger） 的话来说，虽然《通通甩掉》在音乐上是一个在专辑中格格不入的“红鲱鱼”，但它在主题上代表了斯威夫特在《1989》 专辑中的新态度，她将自己从公开的浪漫斗争中解放出来去拥抱积极性。 斯威夫特本人承认这首歌在《1989》中不入流，并故意将其作为主打单曲发行，以鼓励观众去探索整张专辑，而不仅仅是单曲。 
回顾过去，来自NME 的汉娜（Hannah Mylrae） 认为《通通甩掉》是斯威夫特1989时代的有效开场白，这将她的形象转变为主流流行音乐。 虽然说这首歌不是专辑中最好的歌曲之一，但滚石乐队的劳伯·谢菲尔德（Rob Sheffield）称赞它“作为预告片来宣布她大胆的 80 年代合成流行音乐的改头换面”。 来自纽约杂志的奈特·乔斯(Nate Jones) 表示同意，但将这首歌的过渡间奏段描述为“整张专辑中最糟糕的 24 秒”。 在 2019 年斯威夫特单曲排名中，亚历克西斯·佩特里迪斯 (Alexis Petridis) 将《通通甩掉》排在第三位——排在《空格》(2014) 和《爱的故事》(2008) 之后，称赞其“不可抗拒”的钩子和“犀利的机智”。  来自Paste 的Jane Song对其不太热情，将《通通甩掉》列为她目录中斯威夫特最糟糕的歌曲之一，她写道：“斯威夫特的做法是选择每张专辑中最糟糕的歌曲作为主打单曲。” 

## 音乐视频
由执导的《通通甩掉》音乐视频于 2014 年 8 月 18 日发行，与歌曲发行同一天。 它于 2014 年 6 月在洛杉矶拍摄了三天。 斯威夫特认为这段视频是对她试图找到自己身份的幽默描述：“弄清楚你是谁以及你在世界上的位置需要很长时间。” 为此，视频将斯威夫特描绘成一个笨拙的人，尝试与专业艺术家（包括芭蕾舞演员、霹雳舞者、啦啦队和表演艺术家）共舞，但未成功。  她总结视频：我把自己置于所有这些尴尬的境地，舞者都很棒，我很享受，但无法融入。我在这方面做得很糟糕。它表明你继续做你自己，继续努力弄清楚你在世界上的位置，最终你就可以找到自我。” 
舞蹈由泰斯·迪奥里奥(Tyce Diorio) 编排。 视频的最后场景是斯威夫特与她的粉丝跳舞，这些粉丝是斯威夫特通过社交媒体参与挑选的。 该视频包含对其他流行文化领域的引用。例如， VH1注意到以下几点：芭蕾舞片段与2010电影《黑天鹅》有相似之处，霹雳舞者和2010年的电影《舞出我人生3D》有相似之处，“闪闪的西服和机器人舞蹈动作”像法国电子音乐家傻朋克， 电臀舞舞蹈动作像麦莉赛勒斯，拉拉队员像托尼·巴兹尔1981 年视频《米奇》，斯威夫特的黑色高领毛衣和牛仔裤搭配像奥黛丽赫本在 1957 年电影《滑稽面孔》的试镜服装。 包括《洛杉矶时报》和《悉尼先驱晨报》在内的出版物也提到了Lady Gaga和Skrillex 。  
《卫报》的莫莉·菲茨帕特里克 (Molly Fitzpatrick) 认为斯威夫特相对于视频的概念“有点像过于熟练的舞者”，她写道：“现代舞、芭蕾和霹雳舞的不协调融合很有趣，但艺术效果平平无奇。” 悉尼《先驱晨报》的彼得文森特称这段视频“非原创”，引用了许多流行文化参考，并质疑了斯威夫特形象转变为流行音乐的成功。 媒体教授玛丽恩·威尔金森 (Maryn Wilkinson) 指出，《通通甩掉》是《1989 》专辑“滑稽”角色的代表。 威尔金森指出，由于斯威夫特通过她的乡村歌曲与勤奋和真实的角色联系在一起，因此她对“人造合成”流行音乐的冒险需要复杂的操作来保持她的真实感。 正如威尔金森所观察到的那样，在视频中，在每次跳舞都失败后，斯威夫特嘲笑自己，暗示她永远不会“适应”“任何商业上的有利形象，而是更喜欢拥抱她自然的滑稽状态”。 通过这样做，斯威夫特提醒观众她在“流行表演的人工制作”之下的真实性。 

## 分析与评价
《通通甩掉》因延续非裔美国人的刻板印象（如电臀舞和霹雳舞）而受到种族主义和文化挪用的指控难。它的发布恰逢围绕弗格森骚乱展开的种族关系争议,也遭到了批评。  传播学教授雷切尔·杜布罗夫斯基 (Rachel Dubrofsky) 分析了后种族主义背景下所谓的“种族化监视”，指出了斯威夫特对传统白人舞蹈动作（例如芭蕾舞和啦啦队）和传统的黑人舞蹈动作——霹雳舞和电臀舞的描述之间的差异；。 她认为，虽然斯威夫特在表演芭蕾舞或啦啦队时的着装和举止很“自然地”适合她，但她“并没有那么容易去代表霹雳舞者，穿着风格（在电臀舞时）也不能十分贴合地适合她”。  杜布罗夫斯基将视频总结为斯威夫特对她的白人真实性的陈述：“我就是典型白人，你知道，我知道，当我试着像一个有色人种一样跳舞时，这很有趣。” 
《华盛顿邮报》指出，该视频对与有色人种相关的舞蹈动作的描述，例如抖臀，是关于白人流行歌手拥抱黑人文化的持续争议的另一个案例。  l罗曼尼克为他的作品辩护道：“我们只是选择我们认为流行和有趣的舞蹈风格。如果你仔细看(视频)，它是一个非常具有包容性的作品。而且……这是一篇讽刺作品。它正在播放各种音乐视频中的比喻、陈词滥调和刻板印象”。  《通通甩掉》成功帶動了在Youtube的點閱率，也讓泰勒絲的YouTube訂閱人數飆升，更成功空降/奪得各大音樂榜冠軍。截至2019年9月，此音樂錄影帶已獲得超過30億觀看人次，是觀看次數最多的YouTube影片之一。泰勒絲于2014年8月24日2014年MTV音乐录像带大奖首次表演了本曲，也是1989世界巡迴演唱會的壓軸歌曲。

## 榜单
| 榜单 （2014年）                           | 最高 排位 |
| ----------------------------------------- | --------- |
| 澳大利亚（澳大利亚唱片业协会單曲榜）      | 1         |
| 奥地利（Ö3四十强单曲榜）                  | 6         |
| 比利时佛兰德（Ultratop五十强单曲榜）      | 17        |
| 比利时瓦隆（Ultratop五十强单曲榜）        | 14        |
| Brazil (Billboard Brasil Hot 100)         | 57        |
| 加拿大（Canadian Hot 100）                | 1         |
| 加拿大（《告示牌》Canada AC）             | 1         |
| 加拿大（《告示牌》Canada CHR）            | 1         |
| 加拿大（《告示牌》Canada Hot AC）         | 1         |
| Croatia (Croatian Airplay Radio Chart)    | 5         |
| 捷克（電台百強單曲榜）                    | 4         |
| 捷克（百強數位單曲榜）                    | 1         |
| 丹麥（Hitlisten单曲榜）                   | 4         |
| 歐洲（《告示牌》Euro Digital Song Sales） | 2         |
| 芬兰（芬蘭官方單曲榜）                    | 6         |
| 法国（法國唱片出版業公會單曲榜）          | 15        |
| 德国（德國官方單曲榜）                    | 5         |
| 匈牙利（四十強單曲榜）                    | 5         |
| Iceland (Tonlist)                         | 2         |
| 愛爾蘭（愛爾蘭唱片音樂協會单曲榜）        | 3         |
| 以色列（媒体森林电台榜）                  | 4         |
| Italy (FIMI)                              | 10        |
| 日本（Japan Hot 100）                     | 4         |
| Mexico Airplay (Billboard)                | 1         |
| Mexico Ingles Airplay (Billboard)         | 3         |
| 荷兰（荷蘭四十強單曲榜）                  | 5         |
| 荷兰（百强单曲榜）                        | 7         |
| 新西兰（新西兰唱片音乐协会单曲榜）        | 1         |
| 挪威（世道單曲榜）                        | 3         |
| 波蘭（波蘭百大電台榜）                    | 1         |
| 蘇格蘭（官方榜单公司單曲榜）              | 2         |
| 斯洛伐克（電台百強單曲榜）                | 4         |
| 斯洛伐克（百強數位單曲榜）                | 1         |
| South Africa (EMA)                        | 2         |
| South Korea International Chart (GAON)    | 19        |
| 西班牙（西班牙音樂製作協會）              | 2         |
| 瑞典（瑞典最熱榜）                        | 3         |
| 瑞士（瑞士热门音乐榜）                    | 7         |
| 英國（官方榜单公司單曲榜）                | 2         |
| 美国（《告示牌》百大單曲榜）              | 1         |
| 美國（《告示牌》成人當代單曲榜）          | 1         |
| 美國（《告示牌》Adult Pop Airplay）       | 1         |
| 美國（《告示牌》Country Airplay）         | 58        |
| 美國（《告示牌》Dance Club Songs）        | 17        |
| 美國（《告示牌》Pop Airplay）             | 1         |
| 美國（《告示牌》Rhythmic Songs）          | 17        |

## 销售认证
| 地區                                  | 认证    | 认证单位/销量 |
| ------------------------------------- | ------- | ------------- |
| 澳大利亚（澳大利亚唱片业协会）        | 3× 白金 | 210,000^      |
| 意大利（意大利音乐产业联盟）          | 金      | 15,000‡       |
| 墨西哥（墨西哥音像製品協會）          |         | 30,000*       |
| 新西兰（新西兰唱片音乐协会）          | 2× 白金 | 30,000*       |
| 瑞典（瑞典唱片業協會）                | 金      | 20,000‡       |
| 英国（英国唱片业协会）                | 白金    | 570,000       |
| 美国（美國唱片業協會）                | 9× 白金 | 9,000,000     |
| Streaming                             |         |               |
| 丹麦（國際唱片業協會丹麥分會）        | 金      | 1,300,000^    |
| *僅含認證的實際銷量 ^僅含認證的出貨量 |         |               |

## 曲目列表
| - 数字下载/ 限量版CD单曲 1. "Shake It Off" — 3:39 | - 德国CD单曲 1. "Shake It Off" — 3:39 2. "Shake It Off" (Video) — 4:02 |

## 发行历史
| 地区   | 日期          | 形式         | 厂牌                 | 编号           | 来源    |
| ------ | ------------- | ------------ | -------------------- | -------------- | ------- |
| 比利时 | 2014年8月18日 | 数位下载     | Big Machine          | 00602537993796 | [ 57 ]  |
| 法国   | 2014年8月19日 | 数位下载     | Universal Music GMBH | 0060253799379  | [ 113 ] |
| 美国   | 2014年8月19日 | 数位下载     | Big Machine          | none           | [ 114 ] |
| 美国   | 2014年8月19日 | 当代流行电台 | Big Machine Republic | none           | [ 115 ] |
| 英国   | 2014年8月20日 | 当代流行电台 | Big Machine          | none           | [ 116 ] |